# Vida a Venus

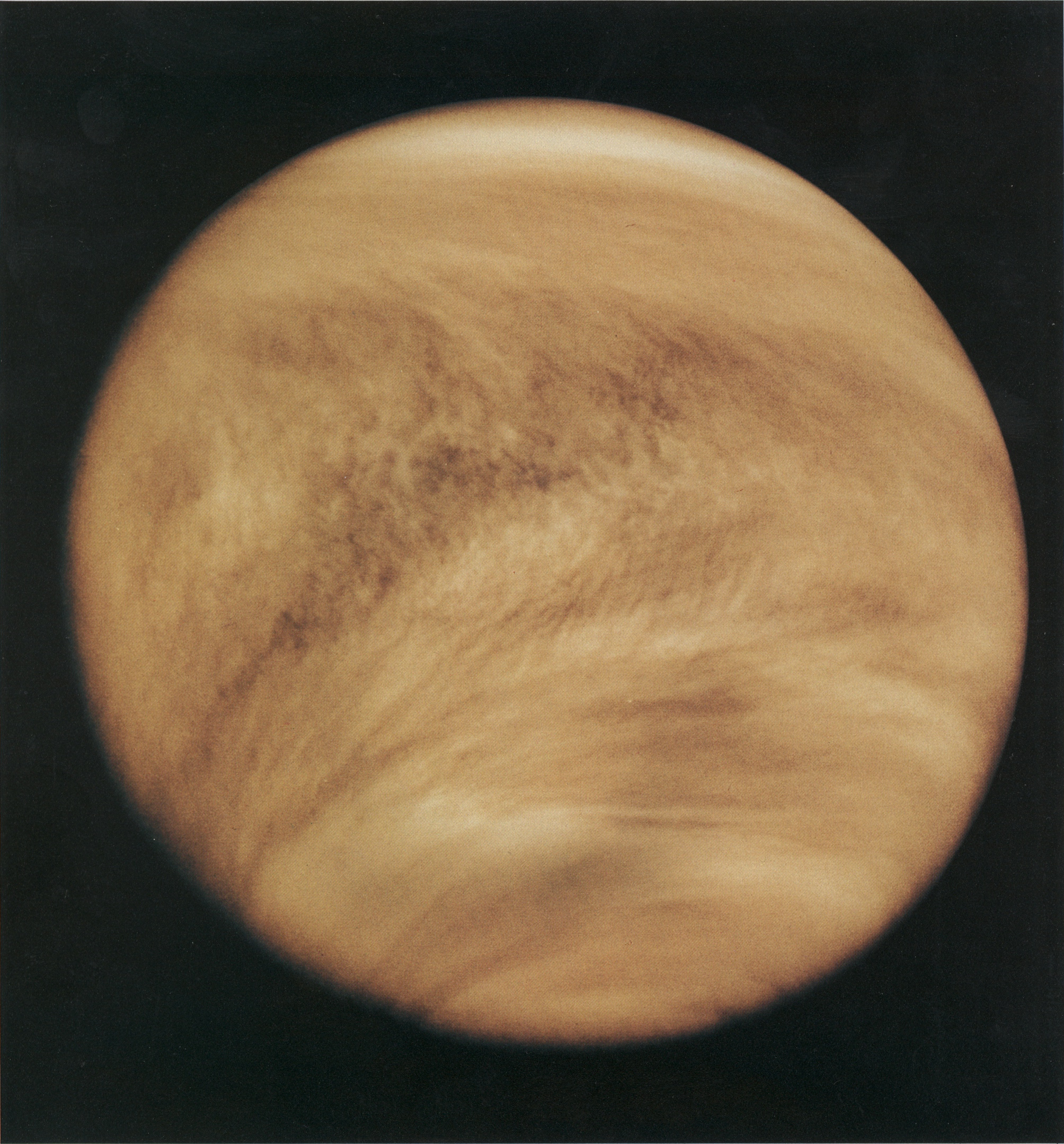
L'atmosfera de Venus vista en ultraviolada per la Pioneer Venus Orbiter el 1979.

L'especulació de la vida a Venus existent actualment va disminuir significativament des de principis dels anys 60, quan les naus espacials van començar a estudiar Venus i es va fer evident que les condicions a Venus són extremes en comparació amb les de la Terra.
La localització de Venus més propera al Sol que a la Terra i l'efecte hivernacle extrem que augmenta les temperatures a la superfície a gairebé 735 K (462 °C), i la pressió atmosfèrica és 90 vegades superior que la de la Terra, fa que la vida basada en l'aigua sigui desconeguda a la superfície del planeta. Tanmateix, alguns científics han especulat amb la possibilitat que hi hagi microorganismes termoacidofílics extremòfils en les capes superiors àcides a temperatures més baixes de l'atmosfera venusiana.

## Visions històriques
Fins a mitjans del segle xx, es creia que l'entorn de la superfície de Venus era similar a la Terra i, per tant, es creia àmpliament que Venus podria portar vida. El 1870, l'astrònom britànic Richard Proctor va dir que l'existència de la vida a Venus era impossible prop del seu equador, però possible prop dels seus pols.
Des de la dècada de 1960, una evidència cada vegada més clara de diverses sondes espacials va mostrar que Venus té un clima extrem, amb un efecte d'hivernacle que genera una temperatura constant de 500 °C a la superfície. L'atmosfera conté núvols d'àcid sulfúric i la pressió atmosfèrica a la superfície és de 90 bar, gairebé 100 vegades superior a la de la Terra i similar a la de més de 1.000 m (3.300 peus) de profunditat en els oceans de la Terra. En aquest entorn, i tenint en compte les característiques cada cop més hostils del clima venusià, les possibilitats de vida tal com la coneixem estan excloses de la superfície de Venus.
El setembre del 1967, Carl Sagan i Harold Morowitz van publicar una anàlisi del tema de la vida a Venus a la revista Nature.

## Potencial d'habitabilitat passada
És plausible que la vida microbiana s'originés a Venus si existia aigua líquida en la seva superfície abans de l'escalfament del planeta per l'efecte hivernacle desbocat, però ja no existeix. Si se suposa que el procés que subministrava aigua a la Terra era comú a tots els planetes propers a la zona habitable, s'ha estimat que l'aigua líquida podria haver existit a la seva superfície fins a 600 milions d'anys durant i poc després del Gran bombardeig tardà, que podria ser temps suficient per a la formació d'una vida simple, però aquesta xifra pot variar des de tan sols uns pocs milions d'anys fins a uns pocs milers de milions. Estudis recents del setembre del 2019 van concloure que Venus podria haver tingut aigua a la superfície i una condició habitable durant uns 3 mil milions d'anys i pot haver estat en aquesta condició fins fa 700 a 750 milions d'anys. Si fos correcte, això hauria estat un temps ampli per a la formació de la vida, i això també podria haver donat prou temps perquè la vida microbiana evolucionés per ser aèria.
Hi ha hagut molt poca anàlisi del material de la superfície de Venus, per la qual cosa és possible que es pugui trobar evidència de vida passada, si alguna vegada va existir, amb una sonda capaç de suportar les actuals condicions extremes de la superfície de Venus, tot i que la reestructuració del planeta en els últims 500 milions d'anys significa que és poc probable que quedin roques superficials antigues, especialment aquelles que contenen la tremolita mineral que, teòricament, podria haver tancat algunes biosignatures.

### Esdeveniments de panspèrmia suggerits
S'ha especulat que la vida a Venus podria haver arribat a la Terra a través de la panspèrmia. "Els models actuals indiquen que Venus pot haver estat habitable. És possible que la vida complexa hagi evolucionat a Venus altament irradiat i s'hagi transferit a la Terra amb asteroides. Aquest model s'adapta al patró dels impulsos de la vida molt desenvolupada que van aparèixer, es van diversificar i es van extingir amb una rapidesa sorprenent a través dels períodes cambrià i ordovicià, i també explica l'extraordinària varietat genètica que va aparèixer durant aquest període."

### Esdeveniments cataclísmics
Fa entre 700 i 750 milions d'anys, un esdeveniment de repavimentació quasi global va desencadenar l'alliberament del diòxid de carboni de les roques del planeta, per qual cosa, va transformar el seu clima. A més, segons un estudi de recerca de la Universitat de Califòrnia a Riverside, Venus seria capaç de suportar la vida si Júpiter no alterés la seva òrbita al voltant del Sol.

## Habitabilitat de la seva atmosfera

### Condicions atmosfèriques
Encara que hi ha poques possibilitats de vida existent a prop de la superfície de Venus, les altituds a uns 50 km sobre la superfície tenen una temperatura moderada i, per tant, encara hi ha algunes opinions a favor d'aquesta possibilitat a l'atmosfera de Venus.
En l'anàlisi de les dades de la missió de les missions Venera, Pioneer Venus i Magellan, es va descobrir que el sulfur de carbonil, el sulfur d'hidrogen i el diòxid de sofre estaven presents junts a l'atmosfera superior. La Venera també va detectar grans quantitats de clor tòxic just sota la capa de núvols de Venus. El sulfur de carbonil és difícil de produir inorgànicament, però pot ser produït pel vulcanisme. L'àcid sulfúric es produeix a l'atmosfera superior per l'acció fotoquímica del Sol sobre el diòxid de carboni, el diòxid de sofre, i el vapor d'aigua.
La radiació solar limita la zona habitable atmosfèrica a una altitud d'entre 51 km (65 °C) i 62 km (−20 °C), dins dels núvols àcids. S'ha especulat que els núvols de l'atmosfera de Venus podrien contenir productes químics que poguessin iniciar formes d'activitat biològica. S'ha especulat que els núvols a l'atmosfera de Venus podrien contenir substàncies químiques que puguin iniciar formes d'activitat biològica. S'ha especulat que qualsevol microorganisme hipotètic que habiti l'atmosfera, si és present, podria emprar la llum ultraviolada (UV) emesa pel Sol com a font d'energia, la qual cosa podria ser una explicació per a les línies fosques (anomenades "absorbidor d'UV desconegut") observades en les fotografies d'UV de Venus. L'existència d'aquest "absorbidor d'UV desconegut" va portar a Carl Sagan a publicar un article en 1963 en el qual proposava la hipòtesi que els microorganismes de l'atmosfera superior eren l'agent que absorbia la llum UV.

### Possibles biomarcadors
L'agost de 2019, els astrònoms van informar d'un patró a llarg termini recentment descobert d'absorció de llum UV i canvis d'albedo en l'atmosfera de Venus i el seu clima, que és causat per "absorbents desconeguts" que poden incloure químics desconeguts o fins i tot grans colònies de microorganismes a la part alta de l'atmosfera.
El gener de 2020, els astrònoms van reportar evidència que suggereix que Venus és actualment volcànicament actiu, i el residu de tal activitat podria ser una font potencial de nutrients per a possibles microorganismes en l'atmosfera venusina, segons els investigadors.
Les recerques publicades al setembre de 2020 van indicar la detecció de fosfina (PH₃) en l'atmosfera de Venus que no estava vinculada a cap mètode abiòtic conegut de producció present o possible en les condicions de Venus.
No s'espera que una molècula com la fosfina persisteixi en l'atmosfera venusina, ja que sota la radiació ultraviolada, amb el temps reaccionarà amb aigua i diòxid de carboni. El PH₃ està associat amb els ecosistemes anaeròbics de la Terra i pot indicar l'existència de vida en exoplanetes anòxics. A partir de 2019, no es coneix cap procés abiòtic que generi gas fosfina en els planetes terrestres en quantitats apreciables, per la qual cosa quantitats detectables de fosfina podrien indicar l'existència de vida. La teoria també ofereix una possible explicació de les ratlles fosques en la superfície de Venus, detectades per l'Agència Espacial Japonesa, que podrien ser colònies de microbis que viuen en els núvols.